# Jarosław Ptasiński

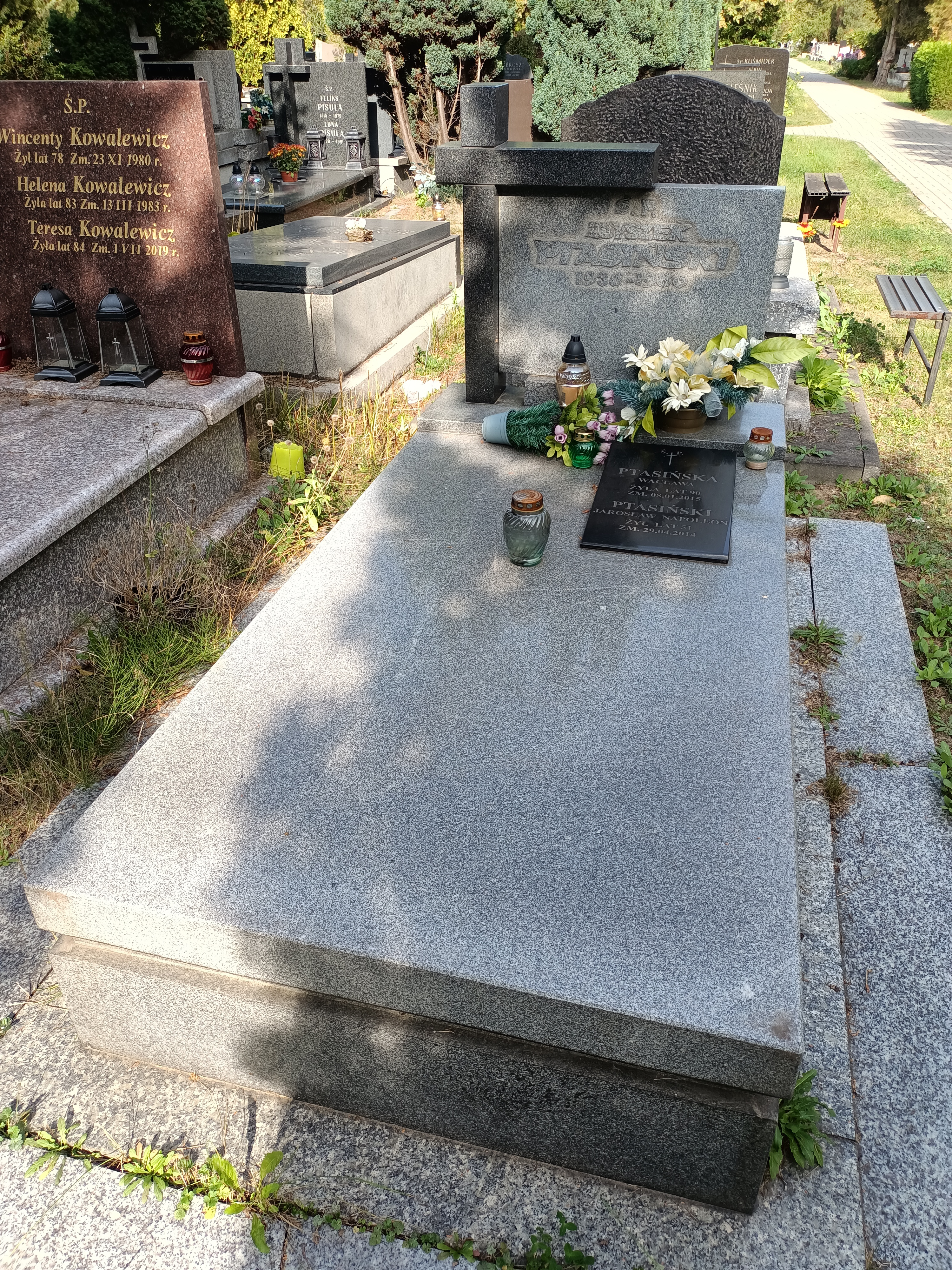
Grób Jarosława Ptasińskiego na Cmentarzu Komunalnym Północnym

Jarosław Napoleon „Gruszka” Ptasiński (ur. 25 października 1962, zm. 29 kwietnia 2014) – polski perkusista, związany z zespołami Brygada Kryzys, Deuter i Izrael. W 1982 roku współtworzył zespół Aurora, z którego powstał Izrael (ówczesna Aurora nie miała nic wspólnego z późniejszym zespołem powstałym w Rzeszowie). W Izraelu grał w latach 1983–1986. Został pochowany na Cmentarzu Północnym w Warszawie.

## Dyskografia
Brygada Kryzys
- „Centrala” (1982; singel)
- Live (1982)
- Brygada Kryzys (1982)

Deuter
- Ojczyzna Blizna (2011; utwory „Dla mnie tutaj”, „Uśmiechnięte twarze”)

Izrael
- „Rastaman nie kłamie” (1983; singel)
- „Nie poddawaj” (1985; singel)
- Biada, biada, biada (1985)
- Nabij faję (1985)
- Życie jak muzyka – Live ’93 (1994)